# Hiroshi Inose
Hiroshi Inose (japanisch 猪瀬 博, Inose Hiroshi; * 5. Januar 1927 in Tokio; † 11. Oktober 2000) war ein japanischer Elektroingenieur, bekannt für ein Zeitschlitz Multiplexverfahren (Time-Slot Interchange, TSI) in der digitalen Kommunikationstechnik (ISDN-Telefonie).

## Leben
Inose studierte an der Universität Tokio Elektrotechnik mit dem Bachelorabschluss 1948 und wurde dort 1955 promoviert. Als Post-Doktorand war er 1956 bis 1958 an der University of Pennsylvania und an den Bell Laboratories, wo er das TSI Verfahren entwickelte. Er knüpfte dort auch freundschaftliche Kontakte mit John R. Pierce. 1958 kehrte er an die Universität Tokio zurück, wo er eine Assistenzprofessur und 1961 eine volle Professor für Elektrotechnik erhielt. 1987 wurde er der erste Direktor des japanischen National Center for Science and Information Systems (NACSIS) in Tokio, das er in das NII (National Institute of Informatics) überführte. Er war hoher Regierungsberater und Vorstand des Technologie-Rats des MITI.
Er war Gastprofessor an der RWTH Aachen (1974) und 1981 Fairchild Scholar am Caltech.
Er war Mitglied der National Academy of Sciences, der National Academy of Engineering, der American Philosophical Society, der Königlich Schwedischen Ingenieursakademie, der Royal Academy of Engineering, der Royal Institution (1989, er sorgte 1990 dafür, das Sommer-Versionen von deren berühmten Christmas-Lectures in Japan stattfanden) und Life-Fellow des IEEE. 1985/86 war er Präsident des Institute of Electronics and Communication Engineers von Japan.
Er hatte breite kulturelle Interessen und veröffentlichte 1992 mit seiner Frau Mariko (Heirat 1960), die die Kana-Kalligraphie besorgte, den Gedichtband Festina Lente, das gleichzeitig autobiographische Texte enthält.

## Auszeichnungen
- 1976 Marconi-Preis,
- 1979 erhielt er den Academy of Japan Prize,
- 1982 International Prize for Communication der IEEE,
- 1985 Person mit besonderen kulturellen Verdiensten
- 1993 Harold Pender Award,
- 1990 IEEE Alexander Graham Bell Medal,
- 1991 Japanischer Kulturorden (im Alter von 64 ungewöhnlich früh),
- 2000 IEEE Millenium Medal.

## Schriften
- Inose, Hiroshi und Inose, Mariko: Festina Lente. Mita Shuppankai, 1993. ISBN 4-89583-112-4.
- Inose, Pierce Information Technology and Civilization, San Francisco, Freeman 1984
- als Herausgeber Scientific Information Systems in Japan, North Holland 1981
- An introduction to digital integrated communications systems, University of Tokyo Press 1979
- mit Takashi Hamada Road Traffic Control, University of Tokyo Press 1975